# Leucogoniella
Leucogoniella är ett släkte av fjärilar. Leucogoniella ingår i familjen stävmalar.
Kladogram enligt Catalogue of Life:
| Leucogoniella | \| \| Leucogoniella californica \| \| \| \| \| \| Leucogoniella distincta \| \| \| \| \| \| Leucogoniella subsimella \| \| \| \| |
|               | \| \| Leucogoniella californica \| \| \| \| \| \| Leucogoniella distincta \| \| \| \| \| \| Leucogoniella subsimella \| \| \| \| |
|               | Leucogoniella californica |
|               | |
|               | Leucogoniella distincta |
|               | |
|               | Leucogoniella subsimella |
|               | |